# Pulsatrix koeniswaldiana
Pulsatrix koeniswaldiana е вид птица от семейство Совови (Strigidae).

## Разпространение
Видът е разпространен в Аржентина, Бразилия и Парагвай.